# Gennadi Lushchikov
Gennadi Lushchikov, né le 29 septembre 1948 et mort le 1er octobre 2004, est un tireur sportif soviétique.

## Carrière
Gennadi Lushchikov participe aux Jeux olympiques de 1976 à Montréal et remporte la médaille de bronze dans l'épreuve de la carabine tir couché à 50m.